# Jakub Zadzik
Jakub Zadzik (Drużbin, 1582 - Bodzentyn, 17 maart 1642), was de secretaris en grootkanselier van de Kroon, 55e bisschop van Krakau en bisschop van Chełm.

## Biografie
Jakub Zadzik was een telg van het Poolse heraldische clan Korab. Hij was als grootkanselier van de Kroon betrokken bij de onderhandelingen van de verdragen van Altmark en Sztumska Wieś.
Jakub Zadzik begon na de brand van 1629 een grootschalige reconstructie van het Koninklijke Kasteel van Wawel en de Sint-Michaëlkerk op de Wawel. Ook liet hij tussen 1637 en 1641 het Bisschoppelijk Paleis van Kielce bouwen.
Met het geld dat de bisschop na zijn dood naliet werd de middeleeuwse Johannes de Doperkapel in de Wawelkathedraal herbouwd in de barok-stijl. Het portret van De heilige Jozef en het Kind op het hoofdaltaar van de kathedraal was een geschenk van Jakub Zadzik. De bisschop heeft het portret waarschijnlijk van Paus Urbanus VIII gekregen.
- Gemeinsame Normdatei: 123314097
- International Standard Name Identifier: 0000 0001 0990 5939
- Library of Congress Control Number: n85049122
- Nationale Bibliotheek van Tsjechië: js2006312260
- Virtual International Authority File: 77218779